# 康涅狄格大学哈士奇女子篮球队
康涅狄格大学哈士奇女子篮球队（英語：Connecticut Huskies women's basketball）是代表康涅狄格大学参加国家大学体育协会（NCAA）第一级别赛事的女子篮球队，隶属于美国竞技联盟。
康涅狄格大学女篮是全美最富盛名的女子篮球队，曾11次夺得NCAA第一级别全国冠军（其中包括2013年至2016年创纪录的四连冠），并40多次夺得联盟常规赛与锦标赛冠军。
康涅狄格大学女篮保持着全美大学篮球（包括男子项目）最长与第二长的连胜纪录。其中最长的111场连胜始于2014年11月23日击败克瑞顿大学，终于2017年3月31日在NCAA全国半决赛中被密西西比州立大学加时绝杀。而第二长的90场连胜则包括2008－09、2009－10两个全胜赛季，自2008年4月6日在全国半决赛中败给斯坦福大学后开始，最终于三个赛季后同样被斯坦福于2010年12月19日所终结。